# AS Muret
Die Amicale Sportive Muretaine oder kurz AS Muret ist ein Sportverein aus der französischen Gemeinde Muret, die an der südwestlichen Peripherie von Toulouse liegt. Der Verein ist insbesondere durch seine Fußballabteilung überregional bekannt. Dabei haben die Männer insbesondere in den 1970er Jahren drittklassig gespielt; erfolgreicher waren die Frauenfußballerinnen, die es im 21. Jahrhundert bis in die höchste Spielklasse Frankreichs gebracht haben und mit denen sich dieser Artikel hauptsächlich befasst.

## Geschichte
Gegründet wurde der Klub 1903; die Frauenfußballabteilung entstand Ende der 1970er Jahre. Diese bildete ab dem Sommer 1987 zeitweise eine Spielgemeinschaft mit dem Sporting Club Balma und trat unter dem Namen ASF Muret-Balma an. Nur ein Jahr später löste sich diese Zusammenarbeit auf und die ASM-Frauen spielten wieder unter dem Namen des Gesamtvereins.
Murets Klubfarben sind Blau und Granatrot, weshalb die Mannschaften des Vereins auch als les Blaugranas bezeichnet werden. Das Ligateam der Frauen trägt seine Heimspiele im örtlichen Stade Clément-Ader aus, das über eine Kapazität von rund 3.000 Zuschauerplätzen verfügt.

## Ligazugehörigkeit und Erfolge
Erstmals qualifizierten sich Murets Frauen in der Saison 1980/81 für die Endrunde um die französische Landesmeisterschaft, die seinerzeit noch in einer Mischung aus Gruppenspiel- und K.-o.-Modus ausgetragen wurde. Zwei Jahre später scheiterte die Elf als Gruppenzweiter nur knapp am Einzug in das Halbfinale, das sie 1983/84 schließlich erreichte; darin unterlag die AS Muret allerdings dem „Abonnementsmeister“ der 1980er, der VGA Saint-Maur. Ab 1989 folgten mehrere Abstiege, so dass die Muretaines auf diesem Niveau für lange Zeit nicht mehr vertreten waren. Dafür war auch die Konkurrenzsituation im Großraum Toulouse verantwortlich, in dem inzwischen die US Colomiers, Olympique Mirail und insbesondere der Olympique Aérospatial Club – ab 2001 unter dem Dach des FC Toulouse – dominierten.
Erst von 2003 bis 2005 spielte Muret zumindest wieder in einer Gruppe der dritthöchsten Liga, in die sie 2007 zurückkehrten. Keine zwölf Monate später war die AS sogar zweitklassig, und 2011 stieg die erste Frauschaft in die Division 1 Féminine auf. In der hielt sie sich allerdings nur für die Saison 2011/12, an deren Ende sie 18 Niederlagen in 22 Begegnungen verbuchen musste. Zur Spielzeit 2013/14 kehrte die AS Muret in die höchste Liga zurück, stand bereits vier Runden vor deren Ende aber erneut als Absteiger fest und musste weitere zwölf Monate später sogar den Gang in die Drittklassigkeit antreten.
Auch im erst 2001 eingeführten Landespokalwettbewerb konnte Muret bislang noch keinen Titel gewinnen. Immerhin erreichten die Fußballerinnen darin zweimal das Achtel- (2007, 2010) sowie 2007/08 – als Drittligist – sogar das Viertelfinale, in dem sie gegen die ASJ Soyaux ausschieden.

## Bekannte Spielerinnen
In den 2010er Jahren profitiert der Verein insbesondere davon, dass vom FC Toulouse wiederholt Spielerinnen dorthin gewechselt sind, so beispielsweise die beiden französischen U-20-Nationalspielerinnen Solène Barbance und Fanny Tenret sowie die ehemalige A-Nationalspielerin Julia Dany. Tenret wurde in ihrer Zeit bei der ASM auch zweimal Torschützenkönigin der Division 2 (2011 und 2013).

## Männerfußball
Die erste Männermannschaft der AS Muret hat Anfang der 1990er Jahre kurzzeitig der semiprofessionellen dritten Liga angehört; dabei behielten die Fußballer den Amateurstatus bei. Im Pokalwettbewerb erreichten sie zwischen 1978/79 und 2012/13 insgesamt sechs Mal die landesweite Hauptrunde, wobei sie allerdings stets bereits im Zweiunddreißigstelfinale ausschieden.
Bekanntere Spieler, die den Dress des Klubs getragen haben, waren Cédric Fauré (bis 1999) und Dominique Arribagé (1990–1992).